# Thorpe Market
Thorpe Market is een civil parish in het bestuurlijke gebied North Norfolk, in het Engelse graafschap Norfolk met 289 inwoners.